# Günther Deicke
Günther Deicke (* 21. Oktober 1922 in Hildburghausen; † 14. Juni 2006 in Mariánské Lázně, Tschechien) war ein deutscher Lyriker und Publizist.

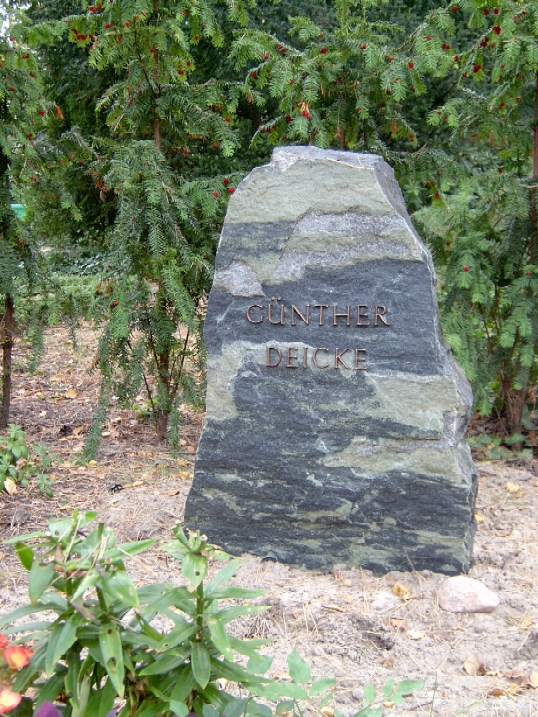
Grab von Günther Deicke auf dem Friedhof Pankow III in Berlin

## Leben
Am 6. Oktober 1940 beantragte Günther Deicke die Aufnahme in die NSDAP und wurde rückwirkend zum 1. September desselben Jahres aufgenommen (Mitgliedsnummer 7.832.798). Unter dem NS-Regime war er Hitler-Jugend-Führer. Von 1941 bis 1945 wurde er als Marinesoldat im Zweiten Weltkrieg eingesetzt.
1947 wurde er Kulturredakteur in Weimar, 1951 bis 1952 Verlagslektor in Berlin. Von 1951 bis 1958 arbeitete er für die Literaturzeitschrift „ndl“ („neue deutsche literatur“). Von 1959 bis 1970 war er wiederum als Verlagslektor tätig. Deicke arbeitete als Autor zusammen mit den führenden DDR-Verlagen und Zeitschriften (Aufbau-Verlag, Verlag der Nation, Volk und Welt, neue deutsche literatur, Sinn und Form). Er war auch als Übersetzer von Werken von Pasternak, Mihai Eminescu, Iwan Wasow, Lőrinc Szabó, Vojtech Mihálik tätig.
Seit 1970 war er als freier Schriftsteller tätig und veröffentlichte zahlreiche Gedichtbände, wie beispielsweise Du und Dein Land und die Liebe sowie Die Wolken.
Deicke war Mitglied der Akademie der Künste der DDR und des P.E.N.-Zentrums Deutschland. 1964 erhielt er den Heinrich-Heine-Preis sowie die Attila-József-Plakette des Ungarischen P.E.N.-Zentrums; 1970 den Nationalpreis der DDR. Er erhielt 1968 und 1977 den Kritikerpreis der Berliner Zeitung und 1982 den Vaterländischen Verdienstorden in Silber. 1987 wurde er mit dem Orden Stern der Völkerfreundschaft in Silber geehrt. Deicke war aktives Mitglied der Deutsch-Ungarischen Gesellschaft und Ehrenmitglied des ungarischen Schriftstellerverbandes.
Er verstarb während eines Kuraufenthaltes in Mariánské Lázně. Deicke ist in Berlin auf dem Friedhof Pankow III beigesetzt. Sein Grab ist ein Privatgrab im Ehrenhainbereich.

## Zitate
„Kampf und Widersprüche sind stärkere Farben als Frieden und Zuversicht.“

„War ich ein Faschist gewesen? Ja.“

## Werke
- 1954 Liebe in unseren Tagen (Gedichte).
- 1959 Taum vom glücklichen Jahr (Gedichte).
- 1960 Du und Dein Land und die Liebe.
- 1965 Die Wolken (Gedichte).
- 1965: … nichts als Sünde (Musical)
- 1966 Esther (Opernlibretto). UA: Deutsche Staatsoper Berlin.
- 1966 Reiter der Nacht (Opernlibretto).
- 1968 Reineke Fuchs (Opernlibretto).
- 1972 Ortsbestimmung. Ausgewählte Gedichte. Verlag der Nation, Berlin 1972, DNB 730243303.
- 1973 Poesiealbum 70 (Gedichte).
- 1975 Dass der Mensch ein Mensch sei. Ein poetische Dialog in Bild und Wort. Mit Michail Trachmann. Verlag der Nation, Berlin 1975, DNB 750452749.
- 1981 Das Chagrinleder. Opernlibretto für Fritz Geißler: Oper in 7 Bildern. Text von Günther Deicke nach dem gleichnamigen Roman von Honoré de Balzac. Klavierauszug (= Ed. Peters. Band 5534). Edition C. F. Peters, Leipzig 1981, DNB 350176701.
- 2011 Daheim. Gedichte aus dem Nachlaß anlässlich des fünften Todestages am 14. Juni 2011. Hrsg. von der Deutsch-Ungarischen Gesellschaft e. V. (DUG) in Berlin. Mit drei Übertragungen ins Ungar. von Sándor Tatár und einer beigelegten Original-Lithographie von Volker Scharnefsky. DUG, Berlin 2011, ISBN 978-3-9809551-0-2 (Text teilw. dt., teilw. ungar.).

### Anthologien und Literaturzeitschriften (Auswahl)
- In diesem besseren Land. Gedichte der Deutschen Demokratischen Republik seit 1945. Ausgewählt, zusammengestellt und mit einem Vorwort versehen von Adolf Endler und Karl Mickel. Mitteldeutscher Verlag, Halle (Saale) 1966.
- Welch Wort in die Kälte gerufen. Die Judenverfolgung des Dritten Reiches im deutschen Gedicht. Hrsg. Heinz Seydel. Verlag der Nation, Berlin 1968.
- Das Wort Mensch. Ein Bild vom Menschen in deutschsprachigen Gedichten aus drei Jahrhunderten. Hrsg. Bernd Jentzsch. Mitteldeutscher Verlag, Halle/Saale 1972.
- Wulf Kirsten & Wolfgang Trampe (Hrsg.): Don Juan überm Sund. Liebesgedichte. Aufbau, Berlin und Weimar 1975 (Edition Neue Texte).
- Die eigene Stimme. Lyrik der DDR. Hrsg. Ursula Heukenkamp, Heinz Kahlau, Wulf Kirsten. Aufbau, Berlin/Weimar 1988.
- Lyrik der DDR. Hrsg. Heinz Ludwig Arnold und Hermann Korte. S. Fischer Verlag, Frankfurt am Main 2009.
- Renate Seydel (Hrsg.): Hiddensee. Inselgedichte. Hinstorff, Rostock 2019.
- Ralph Grüneberger (Hrsg.)/Gesellschaft für zeitgenössische Lyrik: Poesiealbum neu. Ausgaben 1/2010, 2/2010.